# Éperon

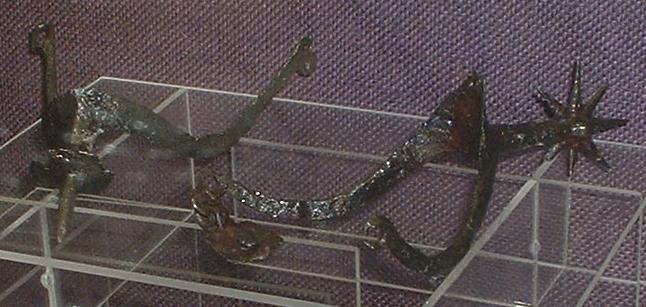
Éperon du Moyen Âge.

Pour les articles homonymes, voir Éperon (homonymie).
En équitation, l'éperon est un instrument de cavalier qui se fixe sur la partie de la botte recouvrant la cheville ou le talon. Il s'agit d'une aide artificielle qui prolonge l'action de la jambe en la renforçant et en la rendant plus précise. L'éperon est utilisé dans chaque discipline équestre (sauf la voltige). Des règles ont été imposées concernant l'utilisation et les pénalités que l'éperon peut éventuellement attirer.

## Description

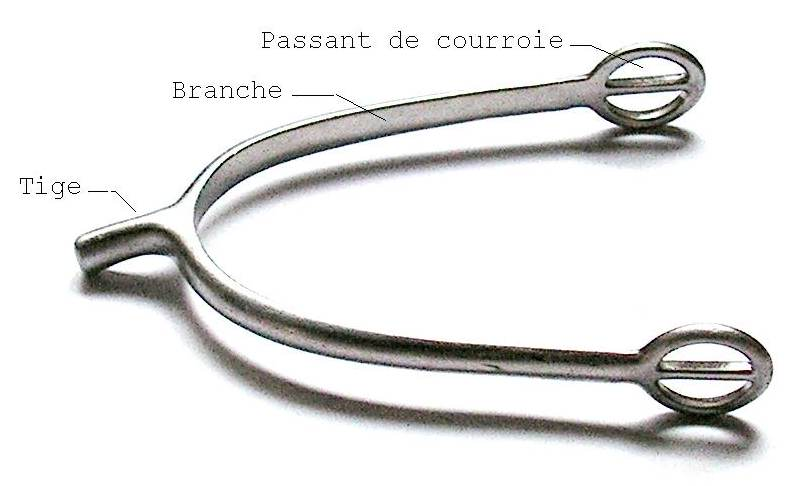
Éperon prince de Galles.

Un éperon est formé de deux branches en forme de U équipé d'une tige prenant naissance à la tangente de sa forme.
Le cavalier porte l'éperon permettant une fixité des jambes et dès qu'il a besoin de mobiliser les hanches du cheval au dressage. En saut d'obstacles ou en cross, l'éperon permet de maintenir l'impulsion tout en permettant de contrôler plus finement l'incurvation du cheval dans les tournants. Contrairement à une idée reçue, l'éperon est bien plus un outil de précision qu'un moyen de coercition. Sa précision et son efficacité ont fait dire à François Baucher que « l'éperon est un rasoir dans les mains d'un singe. »
L'éperon est aussi utilisé par le chevalier et en monte américaine. Dans ce dernier cas, on l'utilise aussi comme outil de précision par exemple pour le reining et la plaisance western, où les figures demandent de la précision. Le préjugé selon lequel on utilise l'éperon à des fins correctives est faux.

## Histoire
La plus ancienne représentation d'un éperon figure sur un vase grec attribué à Polygnotos qui vécut à la fin du Ve siècle av. J.-C.
En 1200, Jean Sans Terre donna un fief en Normandie à son bouffon Guillaume Picolophe contre une paire d'éperons dorés par an.

### AuXIVesiècle
Les éperons à tige courte, dont la longueur ne dépasse pas 4 cm, disposent de dents de molette qui ont un rétrécissement de la base. Les éperons dorés sont signes d'appartenance à la chevalerie.
La fixation au pied se fait grâce à une terminaison en forme de huit aux extrémités des branches incurvées autour de la malléole, le trou inférieur permettant de fixer la courroie de sous-pied et les trous du dessus d'attacher la courroie du dessus de pied et la boucle. Cette fixation sera utilisée jusqu'à la fin du règne de Louis XIII et on l'emploiera de nouveau au XVIIIe siècle  pour fixer les larges éperons des bottes des postillons.

### AuXVesiècle
Les éperons à tige courte, dont la longueur ne dépasse pas 4 cm, disposent de dents de molette qui ont une forme d'épine allongée.
Les éperons à longue tige apparaissent, la tige pouvant dans les cas extrêmes mesurer 40 à 50 cm. Le combat à la lance s'est généralisé et nécessite de renforcer l'arme défensive qu'est l'armure. Enfermé de la tête à l'extrémité du pied, le chevalier a les jambes tendues et portées vers l'avant. Pour ne pas traumatiser le cheval en lui écrasant les reins quand il reçoit le choc de la lance, sa selle d'arme est placée en avant, au niveau du garrot. La tige de l'éperon dut être allongée pour qu'il puisse atteindre les flancs du cheval pour le mettre au galop en l'éperonnant tout en ayant les pieds au niveau des épaules de sa monture. Ces éperons démesurés étaient utilisés uniquement lors des guerres et des tournois. Dans son Traité du costume des chevaliers errants, Merlin de Cordebeuf conseille toutefois de ne porter à la guerre que des éperons dont les tiges ne dépassent pas 10 cm afin de pouvoir combattre à pied si nécessaire. Cependant, même non revêtus de leur armure, les chevaliers chaussaient, par affectation ou par habitude, des éperons à longue tige.
En Allemagne, les branches des éperons sont toujours droites, dans le prolongement de la tige portant la molette, et présentent à chaque extrémité trois trous rectangulaires. Ceux situés vers le bas permettent de fixer la courroie de sous-pied, les trous médians et supérieurs servant à fixer la courroie du dessus de pied et la boucle du côté extérieur du pied.
L'éperon peut être attaché au soleret ou à la grève, mais le plus souvent il est fixé au pied avant que le chevalier n'enfile l'armure, soit par un trou, soit par une fente percée dans la grève ou dans le soleret au niveau du talon. Ainsi, le cavalier peut mieux sentir l'intensité des coups d'éperon. Ce mode de fixation contribuera ainsi à faire émerger la notion de tact équestre qui apparut à la Renaissance.
Les princes sont souvent à l'origine de la diffusion d'un modèle d'éperon. Casimir IV de Pologne porta vers 1455 les éperons à larges branches qui se répandirent en Europe centrale; ceux de hussard blanc en argent furent portés par l'archiduc Ferdinand II vers 1555. L'étrier-éperon fut introduit  par le comte Christophe de Bavière au milieu du siècle.

### AuXVIesiècle
On utilise les éperons en usage au siècle précédent, mais la molette, souvent de grande taille, se caractérise par des découpes rappelant les rosaces des cathédrales. Le téton des éperons à longue tige, situé à l'intérieur des branches, dans le prolongement de la tige, vient se fixer dans une petite boîte à ressort placée dans le talon du soleret.
Dans les pays germaniques et en Europe centrale, l'éperon est plus massif que dans les pays du sud de l'Europe. L'éperon allemand de tournoi pèse près de deux kilos. Par son poids, il permet au cavalier de descendre son centre de gravité et d'améliorer son assiette. L'éperon ottoman a aussi une molette imposante. Apparurent encore des éperons à très longue tige se terminant par un trident et dont les branches sont réunies en une sorte de bol qui englobe entièrement le talon du cavalier.

### AuXVIIesiècle
Au début du siècle, sous les règnes de Louis XIII et de Charles 1er d'Angleterre, l'éperon connait un raffinement certain et devient une pièce importante et indispensable du costume masculin. Il est porté par les non cavaliers en diverses circonstances, comme pour aller au bal. Pour s'adapter au port prisé des ladrines, hautes bottes à larges rebords et talons hauts de cinq à sept centimètres, la tige de l'éperon prit une forme angulaire. La boucle en triangle renversé à base tronquée est caractéristique de l'époque, tout comme la molette en forme d'étoile à cinq, puis à six branches. L'éperon est damasquiné d'or ou d'argent, parfois incrusté d'émaux multicolores; en fer, il est ouvragé. Pour le bal, afin de ne pas risquer d'abimer les toilettes féminines, les éperonniers créèrent des molettes en cuir ayant l'apparence de molettes métalliques.

## Forme
Il existe différentes formes d'éperon. Sa forme a en effet constamment évolué, dans le temps, mais aussi d'un pays ou d'une région à une autre, pour s'adapter à la mode ou au costume militaire ou civil du moment.
La longueur et la forme de la tige déterminent son action ainsi que la présence d'une molette à dents ou d'une molette lisse.
Pour un éperon classique la tige est généralement de 20 ou 35 mm. Les tiges des éperons américains pour l'équitation Western sont souvent plus longues. En fait, plus le cavalier chausse long et plus ses pieds, de par leur position plus basse, se retrouvent loin du corps du cheval. Aussi, pour conserver un contact fin, il est plus approprié de s'équiper avec des éperons à longues tiges.
La molette est une rondelle métallique tournant librement autour d'un axe au niveau de la tige de l'éperon. Elle peut être lisse ou dentée. Les molettes lisses adoucissent l'action de l'éperon en permettant à celui-ci de glisser sur le poil en cas d'action mal dosée. Plus la molette lisse est grosse et plus elle adoucit l'action. La molette à dents dose légèrement ou durcit l'action des jambes en fonction de la longueur et de la finesse des dents ainsi que de la taille de la molette.

## Accessoires

### Fixation
L'éperon standard est fixé sur la botte ou la chaussure au niveau de la cheville du cavalier. Il est maintenu par une courroie reliant le bout de chaque branche, en passant sur le "cou-de-pied" et sous la voute plantaire. Les courroies sont équipées d'une boucle qui permet de fixer l’éperon. Il convient de positionner cette boucle vers l'extérieur, de manière à ne pas risquer de se prendre dans la branche intérieure de l'étrier, ce qui peut se révéler fatal en cas de chûte.
Il existe également des éperons dits de "pose rapide", maintenus à hauteur du talon par simple pincement des branches entre le talon et la semelle de la botte ou chaussure.

### Gaine de métal
Une gaine de caoutchouc peut être ajustée sur les branches de l'éperon. Son rôle est d'accrocher la botte pour éviter que l'éperon glisse et descende en bas du talon. Elle peut aussi servir à limiter l'usure que provoque l'éperon sur la botte.

## Modèles

### Généralités

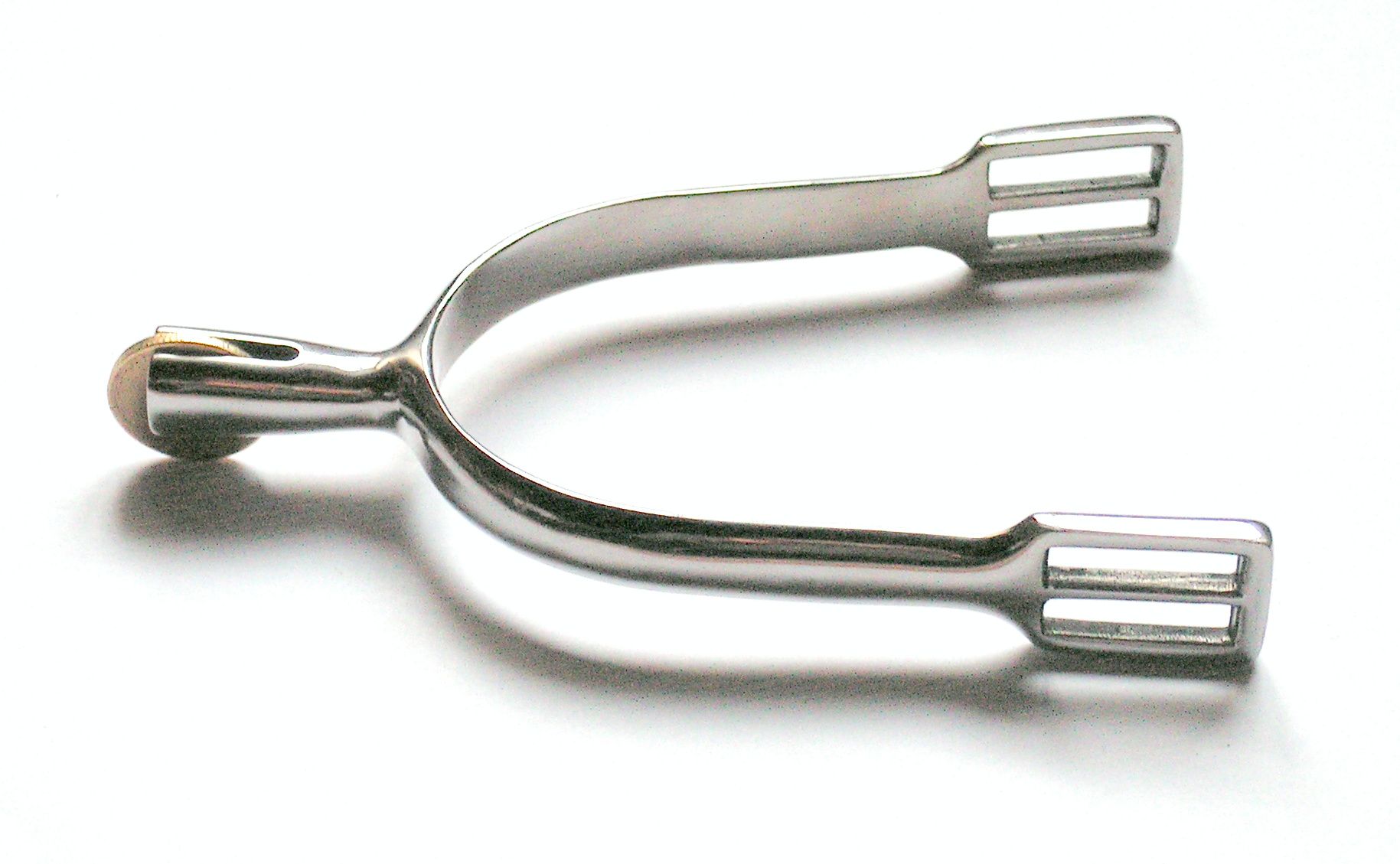
Éperon à tige droite et molette lisse

Il existe de nombreux modèles d'éperons sur le marché mondial. Certains sont adaptés à un sport équestre particulier, d'autres sont plus « génériques ».
D'une façon très générale, le choix des éperons dépend de trois facteurs principaux : la discipline pratiquée, le tempérament du cheval et le niveau du cavalier (fixité du bas de jambe).
- Discipline pratiquée : plus la discipline exige de chausser court, plus les tiges d'éperons sont courtes.
- Tempérament du cheval : plus le cheval est sensible et réactif aux actions de jambes, plus l'effet des éperons devra être dosé. L'éperon le plus doux est celui à grosse molette lisse.
- Niveau du cavalier : plus le cavalier est débutant, plus ses éperons doivent être doux avec une tige courte, afin de limiter l'impact d'une action involontaire.

### Types

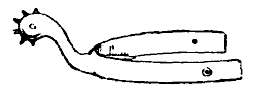
Col de cygne à molette dentée

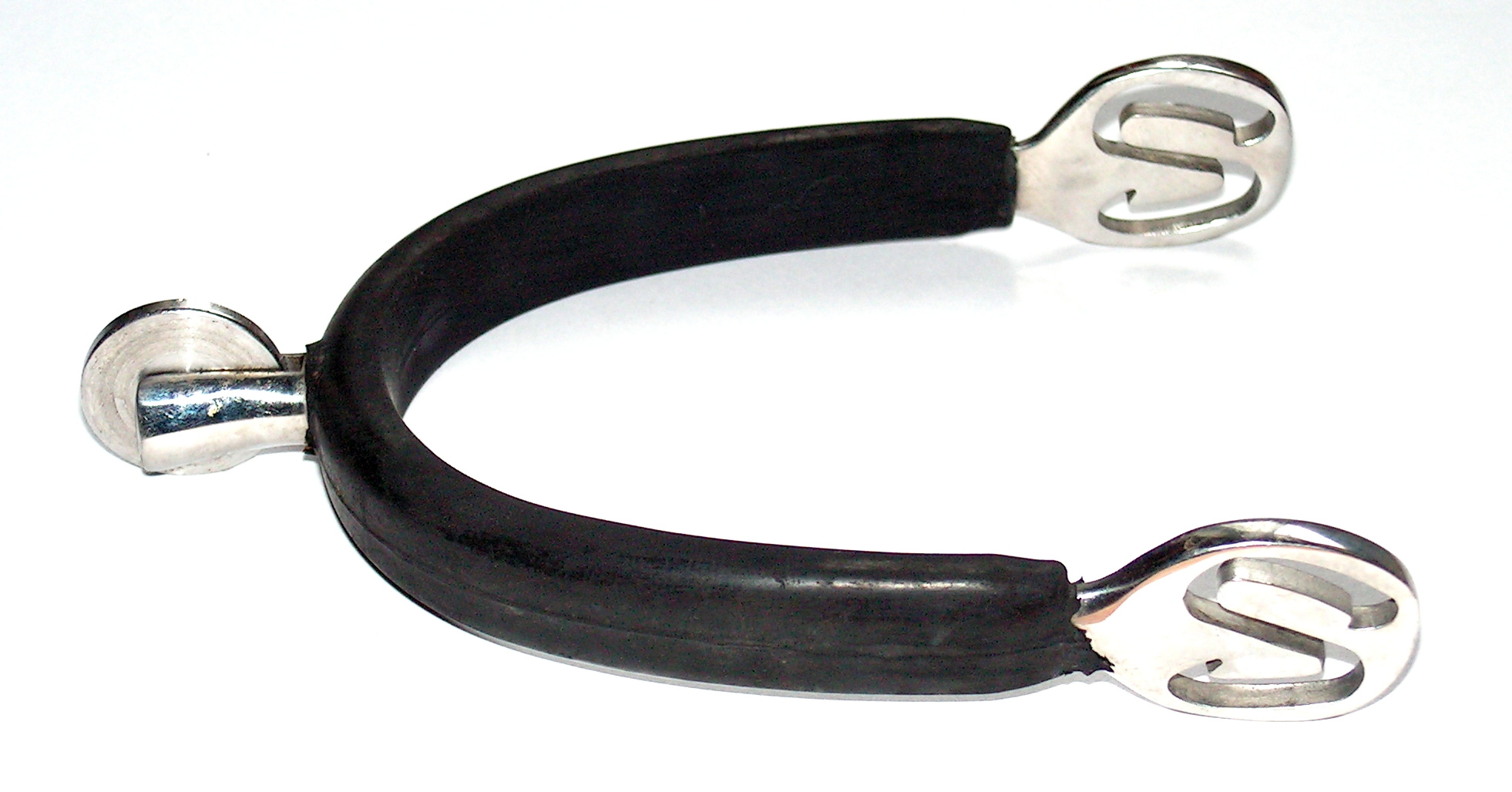
Pessoa à grosse molette lisse

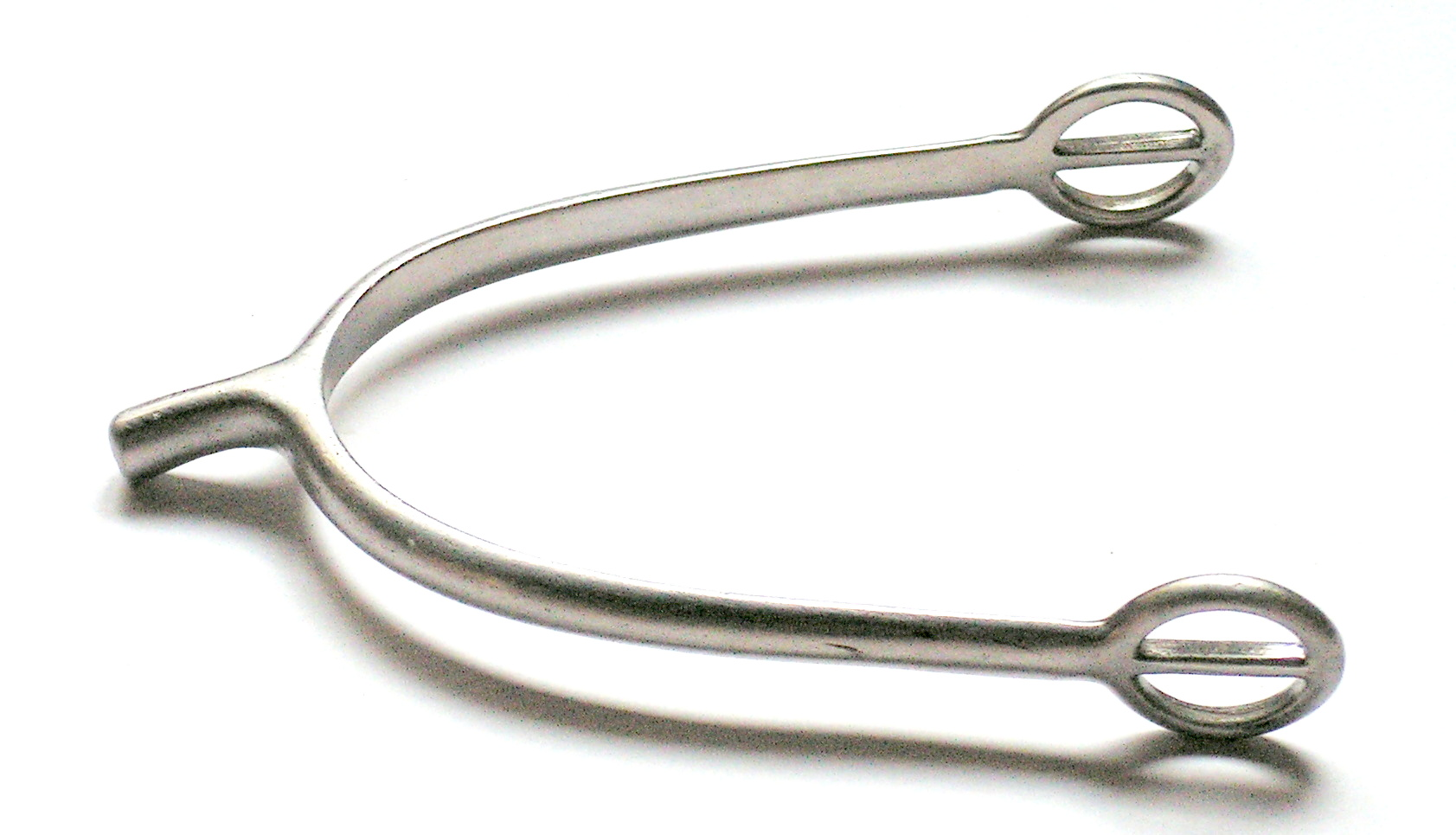
Prince de Galles à tige courte de 20 mm

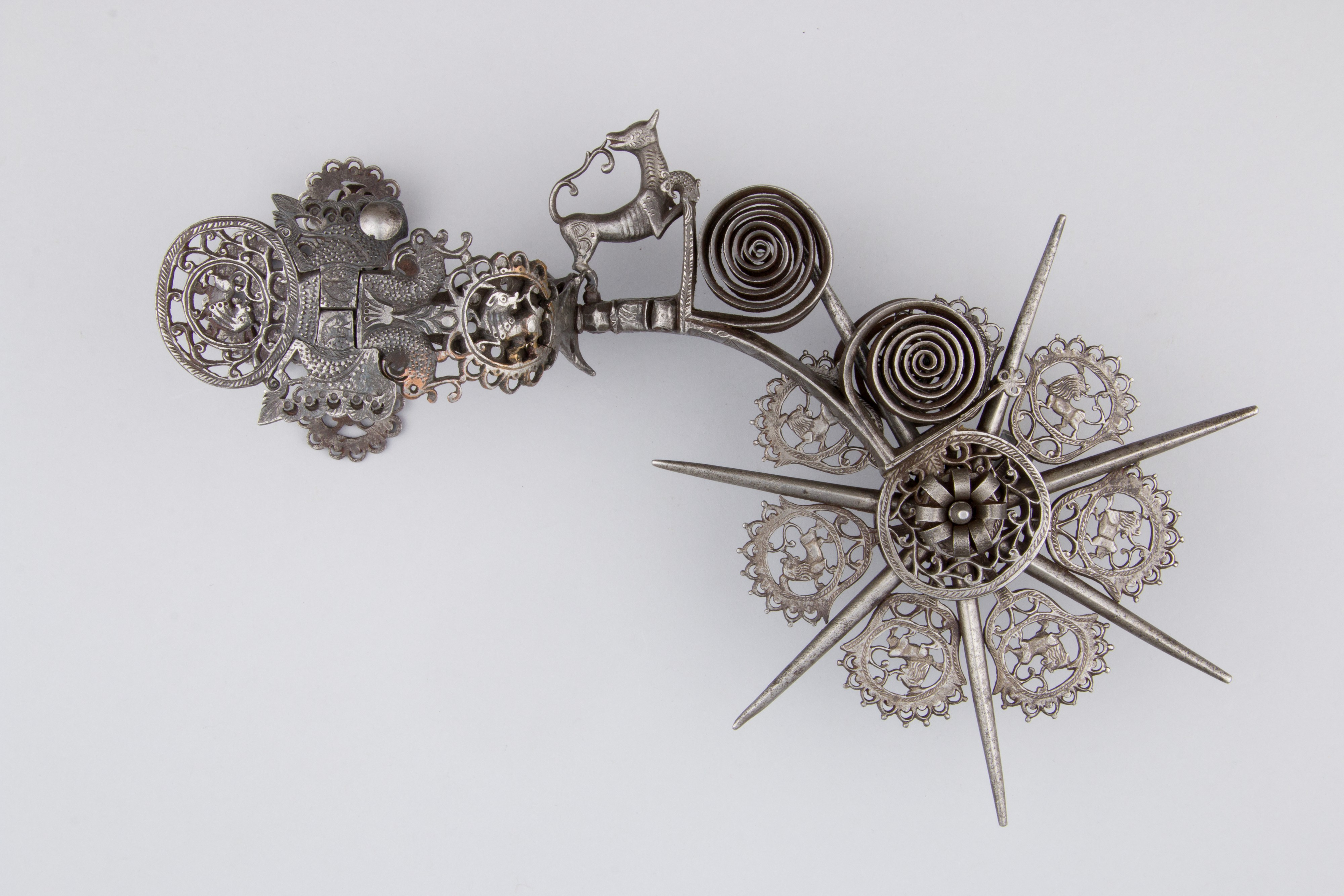
Éperons mexicains en métal ouvragé (1738).

- Éperon à bouts ronds : éperon court dont la tige se termine par une boule. Ce type d'éperon est plus adapté pour les cavaliers qui commencent à monter avec des éperons mais aussi avec un jeune et/ou sensible cheval.
- Éperon col de cygne : éperon dont la tige remonte verticalement puis s'oriente progressivement vers l'horizontale à son bout, donnant à la tige une forme de col de cygne. Cette forme est utile aux cavaliers aux longues jambes qui pratiquent une équitation nécessitant de chausser long (dressage, équitation Western, etc.).
- Éperon marteau : éperon à très longue tige dont le bout est évasé pour augmenter la surface de contact avec le corps du cheval. S'il est employé en équitation de saut d'obstacles, il exige une fixité sans faille de la jambe, notamment pendant le saut.
- Éperon Pessoa : éperon de toutes formes dont les branches sont recouvertes de caoutchouc et dont les passants de courroies sont en forme de "S" pour limiter le déréglage de la longueur[4]. L'illustration ci-dessous montre un éperon Pessoa muni d'une tige courte avec une grosse molette lisse. Ce type d'éperon est particulièrement adapté au saut d'obstacles et au cross pour les chevaux chauds[5] et sensibles.
- Éperon prince de Galles  : éperon de 20 ou 35 mm. La tige est légèrement inclinée vers le bas et son bout possède des formes variées selon l'effet plus ou moins « attaquant » recherché.
- Éperon Schultheis : éperon à longue tige et à molette dentée dont les pointes des dents sont rondes pour un meilleur dosage de l'action.
- Les éperons électriques sont interdits en compétition ; ainsi, Andrew Kocher, cavalier américain de saut d'obstacles, est en 2021 suspendu pendant 10 ans pour usage d'éperons électriques sur ses chevaux[6].

## Maltraitances
En 2023, le cavalier américain Andrew Kocher a été banni pour dix ans de toutes les compétitions de la Fédération équestre internationale pour usage répété d'éperons à décharge électrique.